# Ахлёстышева (остров)
Остров Ахлёстышева — небольшой остров вблизи восточного побережья острова Русский. С севера и востока омывается водами открытой части Уссурийского залива, с юга мелководной бухтой Ахлёстышева. Назван по фамилии М. А. Ахлёстышева в 1912 году. В 1895—1912 годах назывался остров Луценко. Административно принадлежит Фрунзенскому району г. Владивостока. Площадь поверхности — 0,044 км².

## Природа
Из лоции Японского моря:

Остров Ахлёстышева высотой 1,5 м лежит в 1 кбт к NNW от мыса Ахлёстышева. Остров покрыт травой и состоит из песка, гальки и ракушки. Между мысом Ахлестышева и островом простирается каменистый риф.
На 2 кбт к NE от острова Ахлестышева выступает риф с глубиной 0,2 м на его оконечности.

Наименьшее расстояние от острова Русский до западной оконечности о. Ахлёстышева составляет 70 м. Из-за приливно-отливных течений глубина в этом проливе не позволяет добраться до острова вброд. Второй пролив между юго-восточной оконечностью острова и мысом Ахлёстышева на Русском шириной 170 м. Глубины в этом проливе около метра, грунт: песок и галька. Чаще всего туристы пересекают этот пролив, чтобы добраться до острова.

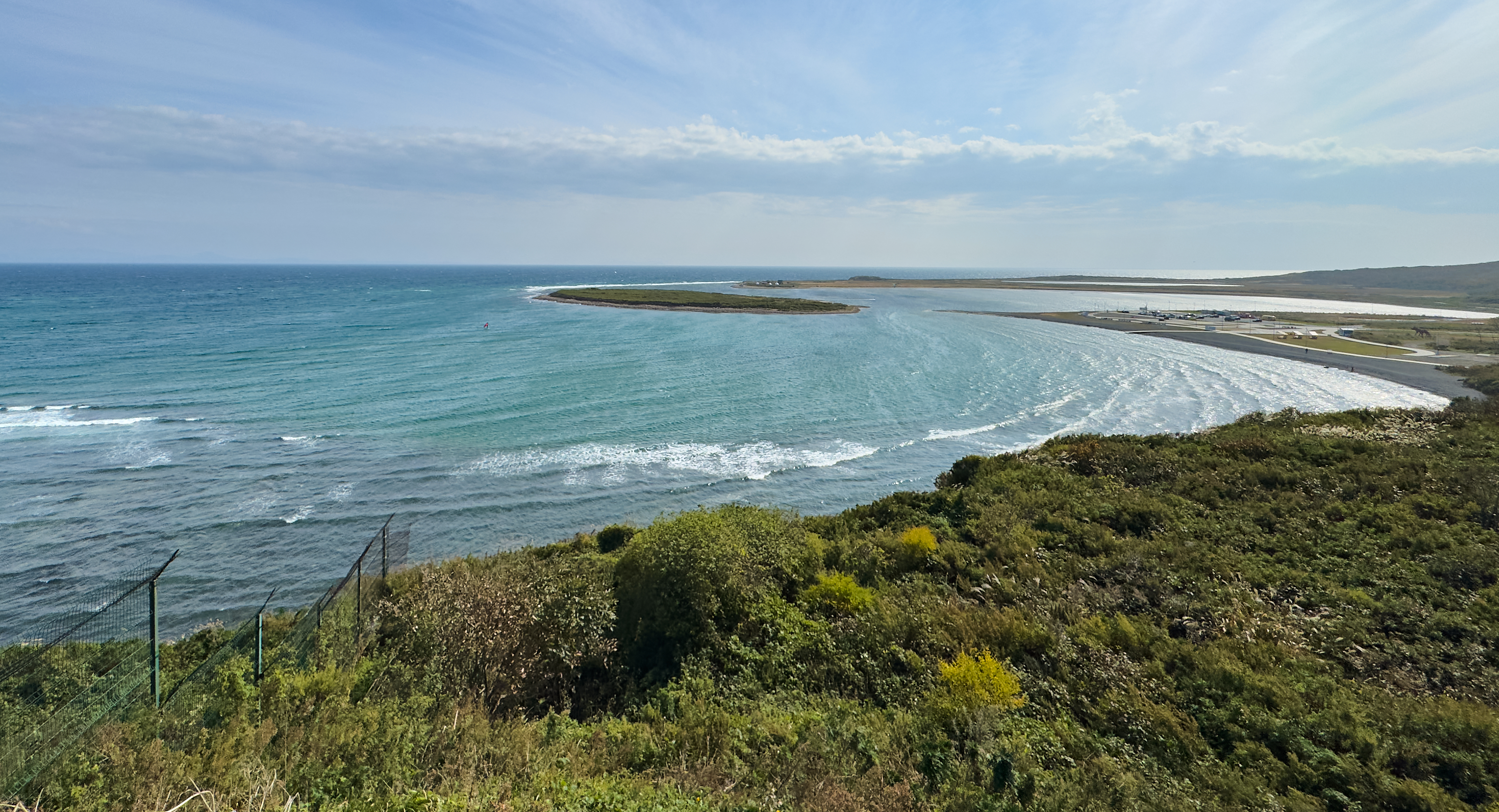
Вид с полуострова Житкова

В плане остров представляет собой овал, вытянутый с запада на восток на 320 м. Максимальная ширина о. Ахлёстышева — 170 м. Остров очень низкий и плоский. Максимальные высоты не более 2 м в северо-восточной части, на юго-запад постепенно уменьшаются. Береговая линия почти на всём своём протяжении весьма ровная, лишь на юго-западе крохотный полуостров отделяет от моря маленькую бухточку. Длина побережья составляет 880 м. На северном и восточном берегу пляж состоит из камней, его ширина доходит до 6 м. На южном и западном побережье пляж сужается до 1,5 — 2,5 м и состоит из гальки. В районе маленькой бухточки пляж песчаный.
Остров не защищён от ветра. В тёплое время года ветер, морось и туман обычное явление. От высоких волн открытого моря остров защищён каменистым рифом. В зимнее время акватория Уссурийского залива покрывается дрейфующими льдами, в бухте Ахлёстышева возможно образование припая. Источников пресной воды на острове нет.
Почти вся поверхность острова покрыта жёстким кустарничком. В районе юго-западной бухточки имеется 5 полян антропогенного происхождения (стоянки туристов), покрытые низкорослой травой. Их общая площадь около 450 м² и она постепенно растёт.
Из животных на острове чаще всего можно увидеть чаек. Иногда они собираются на относительно безлюдном северном или восточном берегу.

## Население
В 1941 году в целях береговой обороны Владивостокского (Островного) сектора был построен двухамбразурный ДОТ № 249. Он располагается в северо-восточной части острова. В настоящее время заброшен.
До ввода в эксплуатацию Русского моста в 2012 году о. Ахлёстышева сравнительно редко посещался людьми. Этому способствовала его удалённость от причалов, куда приходил паром из Владивостока и невысокий пассажиропоток на о. Русский. Ситуация кардинально изменилась после постройки моста и скоростного шоссе, которое фактически оканчивается в прилегающем к мысу Ахлёстышева районе острова Русский. В результате, значительная доля автотранспорта горожан, выезжающих на природу, заворачивает на побережье Уссурийского залива вблизи о. Ахлёстышева. Островок был заново «открыт» людьми, антропогенная нагрузка на ландшафты возросла на два порядка за очень короткое время.